# Tschytschyklija
Die Tschytschyklija (ukrainisch Чичиклія; russisch Чичиклея) ist ein 156 km langer rechter Nebenfluss des Südlichen Bug in der Ukraine.

## Flusslauf
Die Tschytschyklija entspringt im Rajon Ljubaschiwka in der Oblast Odessa. Sie fließt in südöstlicher Richtung in die Oblast Mykolajiw und mündet schließlich in den Südlichen Bug. Sie entwässert ein Areal von 2120 km². Der Fluss wird hauptsächlich von der Schneeschmelze gespeist.
Ende Februar bis Mitte April führt die Tschytschyklija Hochwasser. 46 km oberhalb der Mündung beträgt der mittlere Abfluss 1,9 m³/s.
Bei Hochwasser treten Abflüsse von bis zu 318 m³/s auf. Alljährlich fällt der Fluss 7–8 Monate trocken. Zwischen November und Februar ist der Fluss eisbedeckt.